# Cage d'écureuil
Pour les articles homonymes, voir Tournette et Cage à poules.
La cage d'écureuil désigne la cage qu'on fabriquait pour l'écureuil dans laquelle était annexée une cage tournante appelée originairement « tournette ». Cette roue est par la suite appelée « cage d'écureuil ».

## Photographies

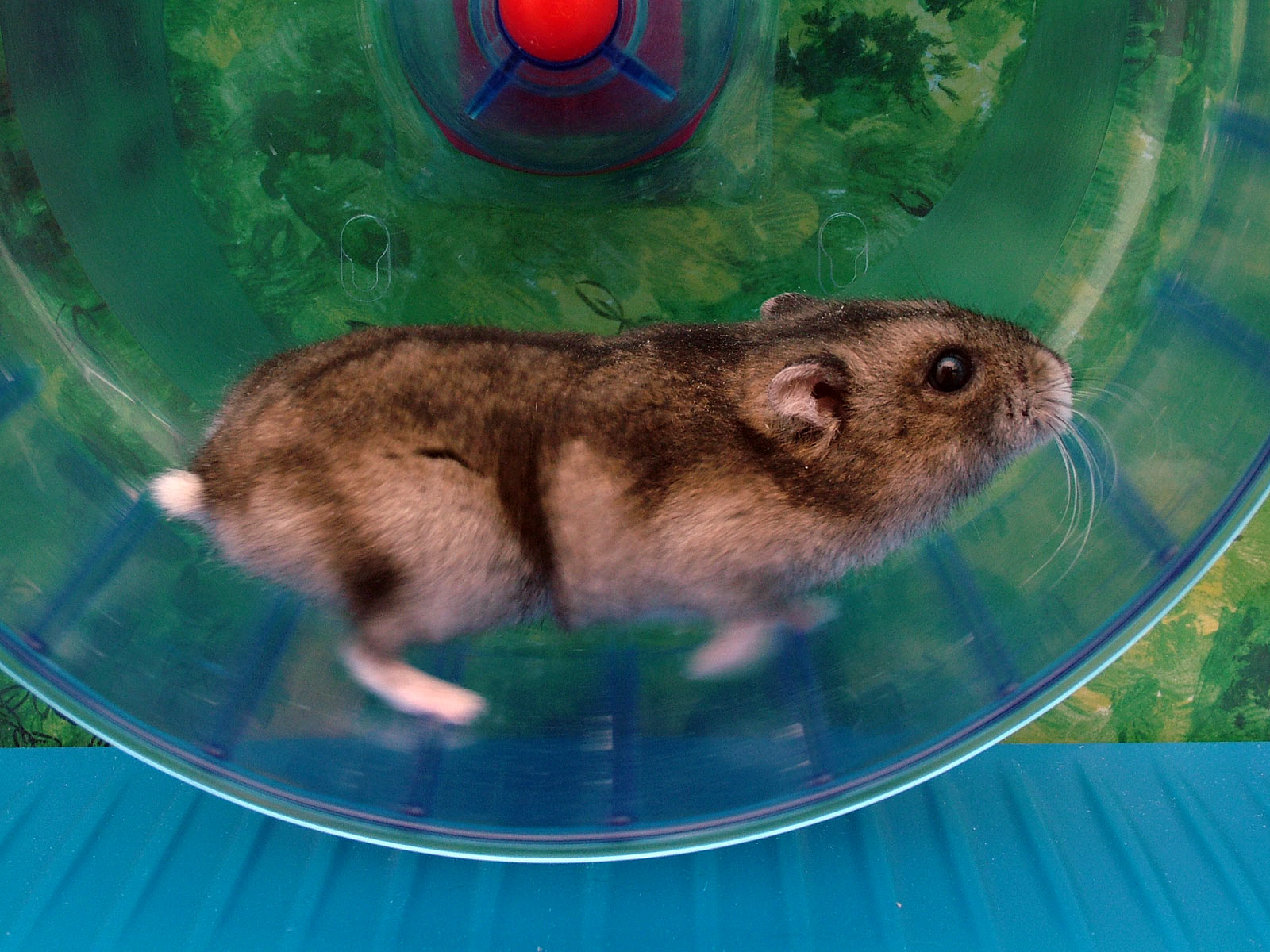
Comme d'autres rongeurs, les hamsters courent facilement dans des cages d'écureuil.
- Hamsters courant dans un disque horizontal.
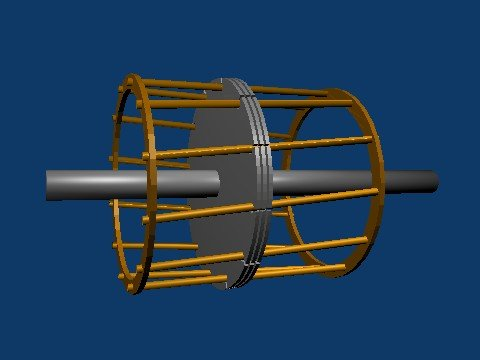
Rotor dans un moteur à induction, sur le principe de la roue d'écureuil.

## Roue de carrier

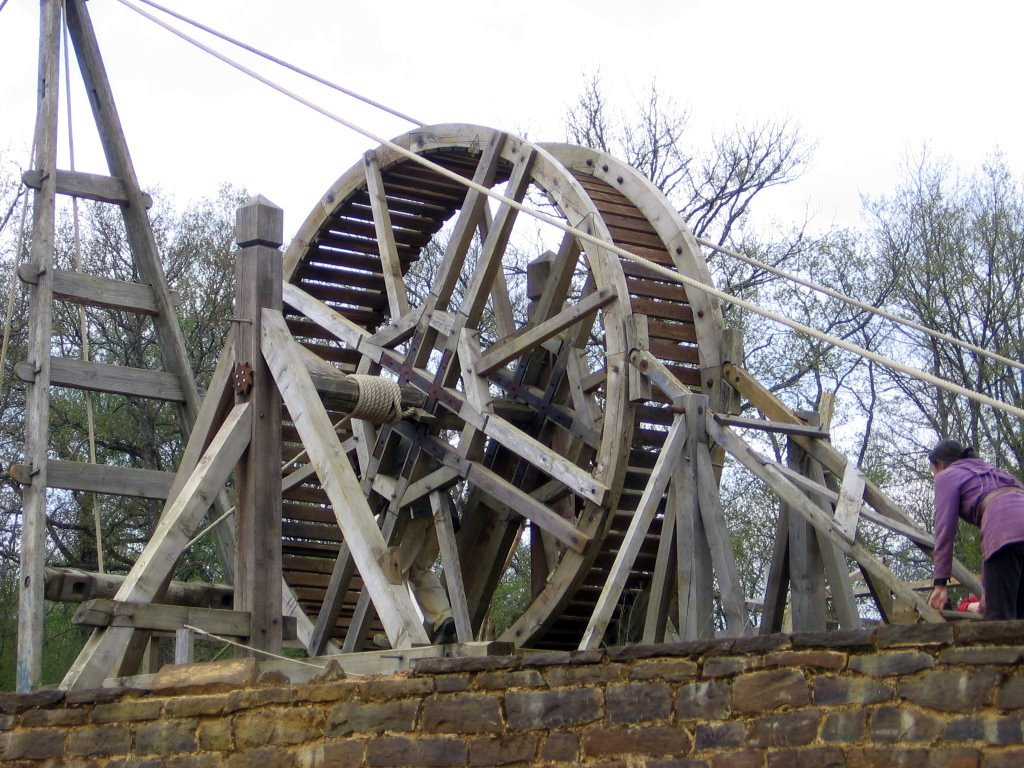
La cage à écureuil du château de Guédelon.

On appelle aussi  « cage d'écureuil » ou « cage à écureuil », par analogie ou par glissement de langage un dispositif de levage. Le montage des pierres par un puits se fait à l'aide d'un treuil, établi au dessus de leur ouverture, et manœuvré par des hommes marchant sur de petites traverses fixées sur le pourtour d'une grande roue en bois montée à l'extrémité de son arbre. Ces hommes imitent assez le mouvement de l'écureuil dans sa cage cylindrique. Théodore Chateau décrit dans Technologie du bâtiment le système de roue, tambour ou tympan employé dans des machines de levage, notamment les grues médiévales. Le tympan est une roue en bois qui sert à mouvoir un treuil ou cabestan dans une machine de levage et dans laquelle un ou plusieurs hommes marchent pour la faire tourner. Les Grecs l'ont appelé γέρανον géranon (terme qui peut aussi désigner une échelle) et les romains, maius tympanum. À d'autres époques, on l'a appelé roue ou tambour. La machine de levage elle-même est appelée grue, gruau, engin, machine ou chêvre, quelquefois aussi « tympan ». Toutefois certains archéologues la nomment « machine de levage », « Machine de levage à roue motrice », « machine élévatrice médiévale » ou « roue de carrier ».
Pour les chantiers médiévaux importants, il était ainsi fréquent d'ajouter aux traditionnels engins de levage (fauconneau, gruau) un treuil à tambour pour constituer des cages d'écureuil augmentant leur puissance de traction. Ces cages d'un diamètre le plus souvent de 4  à   5 mètres étaient à simple tambour (actionné par un homme) ou à double tambour (deux hommes). La force musculaire des jambes des operarii ou « œuvriers » (terme médiéval générique pour désigner les ouvriers), plus résistante et puissante que celle des bras, leur permettait de soulever des charges de 500 à 1 000 kg en une seule montée.
La roue de carrier était une grue utilisée par les carriers. La pratique des maçons étant associée à l'usage intensif de la pierre naturelle on peut supposer que l'usage est passé indifféremment de l'un à l'autre.